# Ken Noritake
Ken Noritake (18. červenec 1922 – 6. březen 1994) byl japonský fotbalista.

## Klubová kariéra
Hrával za Nippon Yusen.

## Reprezentační kariéra
Ken Noritake odehrál za japonský národní tým v roce 1951 celkem 1 reprezentační utkání.

## Statistiky
| Japonsko | Japonsko | Japonsko |
| Roky     | Záp.     | Góly     |
| -------- | -------- | -------- |
| 1951     | 1        | 0        |
| Celkem   | 1        | 0        |